# 65712 Schneidmüller
65712 Schneidmüller è un asteroide della fascia principale. Scoperto nel 1992, presenta un'orbita caratterizzata da un semiasse maggiore pari a 3,1324028 UA e da un'eccentricità di 0,2271614, inclinata di 10,33373° rispetto all'eclittica.
L'asteroide era stato inizialmente battezzato  65712 Schneidmueller per poi essere corretto nella denominazione attuale.
L'asteroide è dedicato allo storico tedesco Bernd Schneidmüller, professore di storia medievale all'Università di Heidelberg.